# 1980年香港
|        | 香港歷史 \| 香港歷史年表                                                                                                   |
| 世紀： | 19世紀香港 \| 20世紀香港 \| 21世紀香港                                                                                     |
| 年代： | 1950年代香港 \| 1960年代香港 \| 1970年代香港 \| 1980年代香港 \| 1990年代香港 \| 2000年代香港 \| 2010年代香港               |
| 年份： | 1976年香港 \| 1977年香港 \| 1978年香港 \| 1979年香港 \| 1980年香港 \| 1981年香港 \| 1982年香港 \| 1983年香港 \| 1984年香港 |
| 紀年： | 庚申年（猴年）、香港開埠139周年、香港重光35周年                                                                            |

## 政府

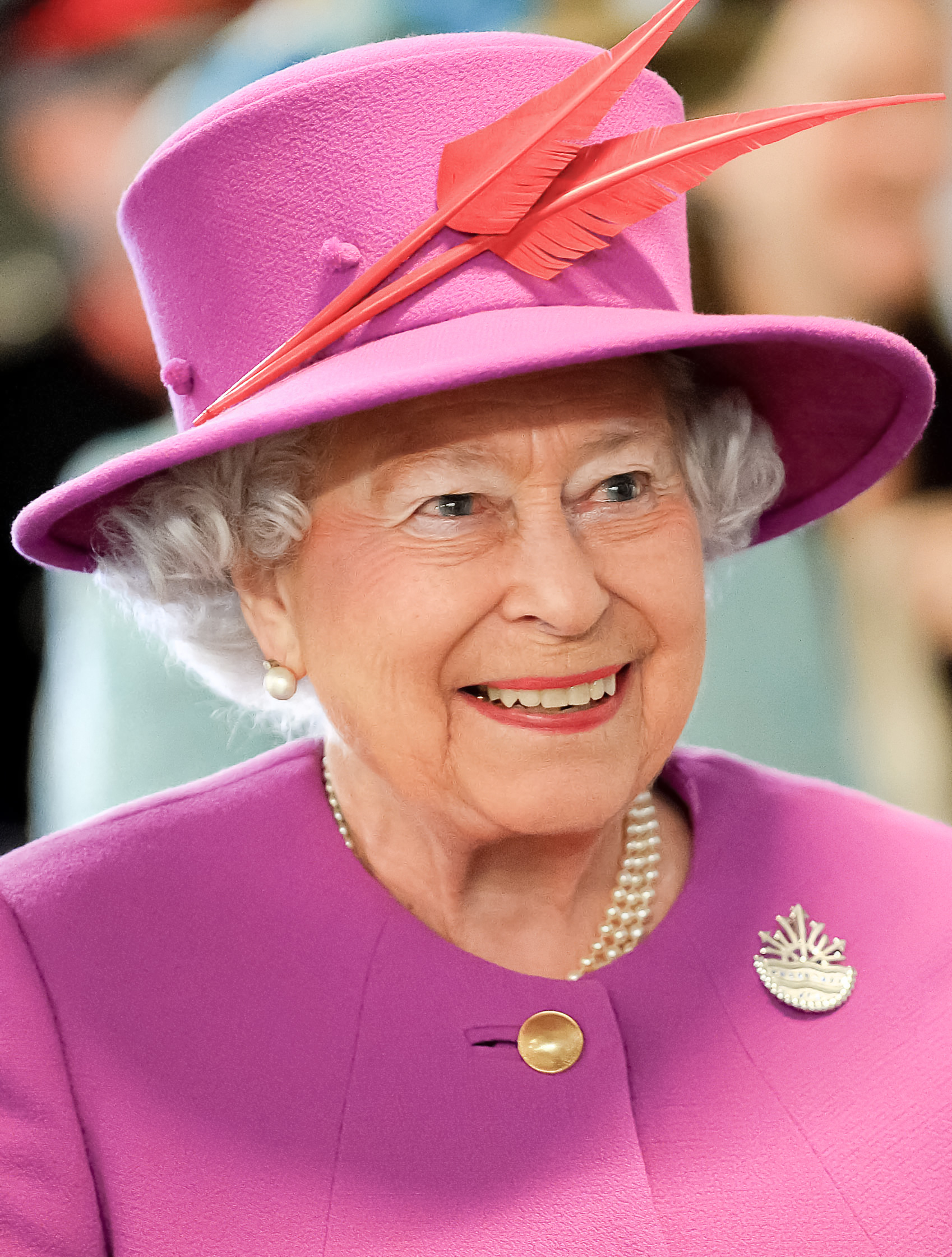
英国君主：伊丽莎白二世

## 大事記
- 友愛邨是香港的第93個公共屋邨，位於香港新界屯門新市鎮中部，鄰近屯門市中心，於1980年4月落成。
- 1月1日，
  - 油麻地對開海面蘭「拿比亞」貨輪發生兇殺案。[1]
  - 灣仔洛克道550號大上海飯店，一名警員連開六槍一名退職警員被擊斃。[2]
- 1月5日，香港郵政署工潮。
- 1月9日，
  - 荃灣及大埔分別發生搶劫金舖案。
  - 大埔梅樹坑村發生小童玩火自焚死亡慘劇。[3]
- 1月15日，麥樂倫督察被發現反鎖何文田警察宿舍內，身中5槍身亡。
- 1月25日，石塘咀永華大廈發生香港罕見電梯夾斷人頭事件，一男子等候電梯期間好奇探頭伸入電梯門破爛之玻璃窗觀看，惟隨即遭從上降下之電梯壓著，男子慘叫一聲後頸項幾被閘斷，送院後證實死亡。[4]
- 2月10日，西貢萬宜水庫開始供水。
- 2月12日，香港地鐵金鐘站及中環站正式啟用，香港地鐵修正早期系統至此全線通車。[5]
- 2月16日，為應付修正早期系統全線通車所增加的客量，所有地鐵列車由4卡車廂增至6卡。
- 2月20日，黃大仙大磡窩村對面一條行人隧道內發現帆布袋藏屍案，死者為中三女學生陳慧敏。
- 3月5日，的士司機被殺後藏屍車尾箱，沉在流浮山羅屋村魚塘內。
- 3月9日，汝州街姐妹花雙屍案。
- 3月20日，屯門公路一日內發生兩宗傷亡車禍：
  - 早上6時45分，一輛私家車在青龍頭段一彎角因閃避另一輛私家車，剷落斜坡，司機死亡，乘客受傷。
  - 晚上10時20分，兩輛私家車在油柑頭段迎面相撞，造成3人燒死1人重傷。[6]
- 3月28日，鴨脷洲大橋正式通車。[7]
- 4月5日，男子被碎屍後棄置到土瓜灣道17號大廈天台的沖廁鹹水箱內。
- 4月8日，香港滙豐銀行推出名為「易通財」的自動櫃員機網絡服務，為香港兩個自動櫃員機網絡其中之一個。
- 5月1日，
  - 兩名劫匪持械行劫尖沙咀加拿分道一間表行。[8]
  - 大潭峽懲教所正式啟用，收容年輕的女罪犯。
- 5月9日，一名15歲男子在華富邨華翠樓遭6人斬死。
- 5月13日，沙田瀝源邨消防局後附近一個沙井，四名水喉公司工人在井內進行清潔及修理，其中一人在井內吸入沼氣，兩名工友發覺後下井搶救，結果三人齊中毒喪生。[9]
- 5月15日，49歲寡婦遭被拋下的酒瓶擊斃, 慘劇引致「太字樓」坊眾極度激憤。
- 5月19日，1名女子使用小刀刺鍾1名男子，男子中刀後由華安里走出東成里，然後在威靈頓街不支倒地，重傷不治。
- 5月31日，土瓜灣落山道鳳樓劫殺案。
- 6月7日，洪水橋石埔村荔枝園姦殺案。[10]
- 6月18日，牛頭角順利邨商場發生警匪槍戰。[11]
- 6月20日，香港大學女學生陳玉玲失蹤三日後，被人發現棄屍在牛池灣西村191號D門外的竹籮內，全身赤裸，被鐵線綑綁裝在尼龍袋內。
- 6月27日
  - 一架中電租用直昇機運送電機材料後，墜毀大帽山，一名外籍機師及一名中電高層機員喪生。[12]
  - 牛池灣西村一燒焊工程地盤外發現蔴包藏屍案，死者為港大女生陳玉玲。[13]
- 6月28日，樂富邨第17座3樓殺子案。[14]
- 7月4日，屯門大興邨桃色風波讓三屍四命案。[15]
- 7月8日，屯門公路發生交通意外，1名休班警員死亡。[16]
- 7月22日，颱風喬伊襲港，天文台懸掛八號風球，2死54傷。
- 7月26日，三渡坑村44號木屋劫殺案。[17]
- 8月2日，旺角道58號怡園別墅發現屍體，女死者被窗簾繩勒死，裸屍床上。
- 8月4日，無綫電視藝員高崗在西貢普通道與警員鄭沛錕發生爭執，混亂中高崗左胸中一槍，送院不治。警方起初列襲警案，引起市民不滿，8月26日鄭被落案控告謀殺，1981年3月18日在香港最高法院謀殺罪不成立，但誤殺罪成立，判處5年監禁。惟鄭不服上訴，合議庭將案件發還重審，同年12月21日裁定無罪當庭釋放。
- 8月8日，英國政府取消留英香港學生補助。
- 8月30日，荃灣碼頭巴士總站一輛雙層巴士失控撞倒兩個候車站，2死9傷。
- 8月31日，一輛行走89線的丹拿E型巴士於觀塘道近坪石邨與一輛行走13A線往上秀茂坪方向的雙層巴士（車牌號碼BD4809）相撞，四名乘客受傷。
- 9月13日，黃大仙上邨12及14座間的黃大仙道，男子遭三名兇徒追斬，事主最後因肝臟被斬至破裂，大量出血致死。
- 9月15日，葵涌邨發生警民衝突，數百居民包圍派出所及葵涌警署，兩警員數青年受傷三人帶署。[18]
- 9月18日，荷李活道208至214號太平大樓19樓A座，男子為報復及謀財殺害舅母何及女傭。
- 9月20日，德輔道西343號均益大廈第二期3樓，男子斬死情敵及斬傷女友後，手持利刀危坐在25樓天台與警方對峙。
- 9月28日，患有精神病母親在彩雲邨伴月樓24樓以開膛方式劈殺兩名親生兒子。
- 9月29日，三十二年歷史的荃灣寶星紗廠結業。[19]
- 10月2日，著名美籍古董商人麥里安和兩名男同性戀者在其山頂種植道23號巫山雲屋私邸臥室中玩三人性行為時發生爭執，麥里安被兩男用枕頭壓著頭部致窒息死亡。
- 10月4日，香港出現了二十五年來首宗人類感染狂犬病而死亡的個案。而上一次本港出現地區性狂犬病個案是在1955年。
- 10月12日，一輛行走87線的丹拿珍寶（D1031，車牌號碼BV5003）在龍翔道近南昌街失控撞向燈柱後側翻，造成1死58傷。
- 10月13日，楓樹街地鐵地盤二級火
- 10月23日，香港政府頒佈新修訂的人民入境條例，取消「抵壘政策」，並給予從中國偷渡來港的非法入境者為期3天的寬限期。
- 10月30日，港府開始規定15歲或以上的香港市民必須攜帶身份證。
- 10月31日，香港西貢區油尾避風塘三級火，50多艘船隻燒毀，整個避風塘一片火海。
- 11月3日，僱主不能再聘請沒有持有身份證人士。
- 11月17日，香港股市停開午市，以清理未完交易，冷卻投機熱潮。
- 11月8日，新蒲崗永顯工業大廈發生五級火，焚燒37小時，9人受傷。
- 12月1日晚上，一輛行走佐敦道碼頭至上水的70號線勝利二型雙層巴士（G217，車牌號碼CH2048）在彌敦道右轉入窩打老道時全車翻側，1死55傷。（相關新聞片段（页面存档备份，存于））
- 12月8日，
  - 土瓜灣鳳儀街一間雜貨店發生三級火。[20]
  - 一輛行走89線的利蘭勝利二型（G95，車牌號碼CC5819）在獅子山隧道沙田入口突然起火，消防到場將火救熄後，巴士嚴重焚毀，意外中無人受傷。事後九巴需另購一套新車身進行重建，並於1983年以新登記車牌CY4529重新投入服務。
- 12月18日，一列火車因訊號系統故障，為免與對頭車相撞，司機緊急煞掣導致五節車出軌，9名乘客五男四女受傷。

### 節慶
下列節慶，如無註明，均是香港的公眾假期，同時亦是法定假日（俗稱勞工假期）。有 # 號者，不是公眾假期或法定假日（除非適逢星期日或其它假期），但在商業炒作下，市面上有一定節慶氣氛，傳媒亦對其活動有所報導。詳情可參看香港節日與公眾假期。
- 1月1日（星期二）：元旦
- 2月16日（星期六）：農曆年初一
- 2月17日（星期日）：農曆年初二
- 2月18日（星期一）：農曆年初三
- 2月19日（星期二）：農曆年初四（補2月17日）
- 3月31日（星期一）：清明節補假（補4月4日）
- 4月4日（星期五）：兒童節 #、清明節及耶穌受難節（是公眾假期，但不是法定假日）
- 4月5日（星期六）：耶穌受難節翌日（是公眾假期，但不是法定假日）
- 4月7日（星期一）：復活節星期一（是公眾假期，但不是法定假日）
- 4月21日（星期一）：英女皇壽辰（是公眾假期，但不是法定假日）
- 6月17日（星期二）：端午節
- 7月1日（星期二）：7月份第一個周日（是公眾假期，但不是法定假日）
- 8月4日（星期一）：8月份第一個星期一（是公眾假期，但不是法定假日）
- 8月25日（星期一）：8月份最後一個星期一為重光紀念日（是公眾假期，但不是法定假日）
- 9月23日（星期二）：中秋節 #
- 9月24日（星期三）：中秋節翌日
- 10月17日（星期五）：重陽節
- 10月31日（星期五）：萬聖夜 #
- 12月22日（星期一）：冬至（是法定假日，但不是公眾假期，根據法定假日放假的機構，或會聖誕節放假，冬至不放假。部份機構或會提早下班）
- 12月24日（星期三）：平安夜#（不是公眾假期或法定假日，但部份機構或會提早下班或放假一天）
- 12月25日（星期四）：聖誕節（根據法定假日放假的機構，或會冬至放假，聖誕節不放假）
- 12月26日（星期五）：聖誕節後第一個周日（是公眾假期，但不是法定假日）
- 12月31日（星期三）：公曆除夕# （不是公眾假期或法定假日，但部份機構或會提早下班或放假一天）

## 出生

### 1月
- 1月9日——王祖藍，香港演員
- 1月11日——張繼聰，香港演員、歌手
- 1月21日——阿曼達·斯特朗，香港模特兒。

### 2月
- 2月1日——葉佩雯，香港歌手
- 2月14日——葉璇，香港女藝人。
- 2月26日——方力申，香港游泳运动员、歌手及演员。
- 2月29日——布志綸，香港歌手。

### 3月
- 3月31日——唐家輝，香港演員。

### 5月
- 5月1日——莊思敏，香港藝人。
- 5月24日——張栢芝，香港演員。

### 6月
- 6月15日——黎諾懿， 香港男藝人
- 6月16日——容祖兒，香港歌手。

### 8月
- 8月29日——謝霆鋒，香港歌手及演員。

### 10月
- 10月7日——陳冠希，香港歌手及演員。
- 10月10日——熊黛林，香港、中國内地模特兒及電影演員。
- 10月29日——姜文杰，香港歌手、唱片監製、主持人。

### 11月
- 11月21日 ——姚子羚，香港演員。

### 12月
- 12月13日——黃宗澤，香港男演員。
- 12月29日——陸詩韻，香港演員。
- 12月30日——關智斌，香港歌手及演員。

## 逝世
- 消防助理區長梁兆基，殉職於楓樹街地鐵地盤二級火。

- 張發奎上將於3月10日病逝養和醫院。